# کردی اگریکول
کرِدی اَگریکُل (به فرانسوی: Crédit Agricole) شرکت خدمات مالی و بانکداری فرانسوی چندملیتی است، که بزرگ‌ترین ارائه‌دهنده خدمات بانکداری خرد در فرانسه می‌باشد و با توجه به فهرست منتشرشده در مجله بانکر، این بانک در زمینه بانکداری خرد، رتبه دوم در اروپا و رتبه هشتم در جهان را دارا می‌باشد. این بانک در واقع بانک کشاورزی فرانسه است.
بخشی از سهام بانک کرِدی اَگریکُل در بازار بورس یورونکست معامله می‌شود و نیز بخشی از شاخص کاک ۴۰ (۴۰ شرکت بزرگ فرانسه) می‌باشد. پیشینه شکل‌گیری بانک کرِدی اَگریکُل به سال ۱۸۹۴ بازمی‌گردد، که بانک کردی فرانسه دو فرانس توسط ژول ملین راه‌اندازی شد، ولی فرم کنونی آن در سال ۲۰۰۰ شکل گرفت.